# Теория теменно-фронтальной интеграции
Теория теменно-фронтальной интеграции (P-FIT, Parieto-frontal integration theory) — нейробиологическая модель человеческого интеллекта, разработанная Р. Е. Юнгом и Р. Дж. Хайером. Данная модель основывается на анализе различных нейровизуализационных данных и предполагает, что в основе индивидуальных различий в уровне интеллекта людей лежат взаимодействия между ассоциативными участками теменной и лобной коры, эффективность связи между ними. Так, теория теменно-фронтальной интеграции подразумевает, что высокий интеллект требует быстрой и безошибочной передачи информации между различными участками мозга по волокнам белого вещества.
С точки зрения данной модели, мозговую основу интеллекта составляют: дорсолатеральная префронтальная кора (поля Бродмана 6, 9, 10, 45, 46, 46), нижняя и верхняя теменная доля (поля Бродмана 39, 40 и 7, соответственно), передняя часть поясной коры (поле Бродмана 34), а также некоторые участки височной (поля Бродмана 21, 37) и затылочной (поля Бродмана 18 и 19) долей.
В обзорной статье 2010 года, рассматривающей современные данные в области нейробиологии индивидуальных различий по интеллекту, теория теменно-фронтальной интеграции называется «возможно лучшим из представленных описанием того, как интеллект располагается в мозге».

## Основные пункты теории
Согласно теории теменно-фронтальной интеграции уровень общего интеллекта человека обеспечивается несколькими процессами:
- Сбор информации производится людьми при помощи слуховой и зрительной системы. Ранние этапы обработки сенсорной информации осуществляются в определенных участках теменной и височной коры (например, в полях Бродмана 18, 19, 37 и 22).
- Прошедшая первичную обработку сенсорная информация передается в теменную кору, где происходит дальнейшая переработка информации, отбор наиболее важной информации.
- В процессе обработки информации теменная кора взаимодействует с лобными участками коры. Благодаря их взаимодействию, происходит проверка различных гипотез о решении стоящей перед человеком задачи.
- После выбора наилучшего решения передняя поясная извилина (поле Бродмана 32) способствует прекращению процесса проверки гипотез, выбора решения и подавляет другие конкурирующие решения.

Процесс такой переработки информации зависит от особенностей белого вещества, расположенного под данными областями коры и необходимого для быстрой и точной передачи информации между участками коры.

## Нейровизуализационные данные
При разработке своей модели Юнг и Хайер опирались на данные 37 нейровизуализационных исследований. Юнг и Хайер проанализировали 11 исследований, связывающих данные, полученные в результате структурной нейровизуализации, и уровень интеллекта. Ими было обнаружено, что более 40 % из этих исследований указывают на связь особенностей в строении лобных и теменных долей мозга с интеллектом. Так, было выявлено, что плотность мозговой ткани и сохранность волокон белого вещества в теменных и лобных долях мозга значимо коррелируют с баллами, полученными по тесту Векслера, у испытуемых различных возрастов.
В половине рассмотренных Юнгом и Хайером функциональных исследований, проведенных при помощи позитронно-эмиссионной томографии, была выявлена связь активации в полях Бродмана 18 и 19 в обоих полушариях, а также активации полей Бродмана 46 и 47 в левом полушарии с интеллектом и способностью к рассуждению. В 40 % исследований сообщалось о большей активации полей 8 и 10, расположенных в лобной доле, передней поясной извилине и в вентральном потоке переработки зрительной информации (поля Бродмана 21, 22 и 37).
В результате анализа результатов исследований, опирающихся на функциональную магнитно-резонансную томографию, была получена широкая сеть участков мозга, работа которых связана с решением задач на рассуждение. Более, чем в 70 % исследований отмечалась активация коры в области поля Бродмана 7, в более 60 % исследований — в передней части поля Бродмана 6 и в расположенном в теменной доле поле Бродмана 40. Более 40 % рассмотренных исследований сообщали об активации в полях Бродмана 9 и 19, причем наблюдаемая активация в левом полушарии была больше, чем в правом. Также более 30 % рассмотренных исследований сообщали о большей левосторонней активации в полях Бродмана 18, дорсолатеральной префронтальной коре (поля Бродмана 45 и 46), а также в левой передней поясной коре (поле Бродмана 32).